# The Adventures of Ch!pz
The Adventures of Ch!pz je prvi album nizozemske pop skupine Ch!pz, ki je izšel leta 2004 pri založbi Universal.

## Seznam skladb
- »Cowboy«
- »Captain Hook«
- »Bang Bang«
- »Ch!pz in Black (Who You Gonna Call?)«
- »Say I'm Ur No 1«
- »Milky Way«
- »The Haunted House«
- »4 Who U R«
- »The Happy Hook«
- »Jungle Beat«
- »Slay Slay«
- »The Timeriders«